# Ranking IIHF
Ranking IIHF – ranking sporządzany przez Międzynarodową Federację Hokeja na Lodzie (IIHF) w celu zestawienia wszystkich seniorskich reprezentacji tej dyscypliny sportu na świecie - zarówno męskich, jak i żeńskich - na podstawie wyników osiąganych przez każdą z nich podczas mistrzostw świata oraz igrzysk olimpijskich, w określonym przedziale czasowym. Obejmuje on w sumie 2 odrębne zestawienia, osobne dla:
- reprezentacji hokeja na lodzie mężczyzn, uwzględniając występy i osiągnięcia w ramach:
  - mistrzostw świata,
  - igrzysk olimpijskich oraz kwalifikacji do nich;
- reprezentacji hokeja na lodzie kobiet, uwzględniając występy i osiągnięcia w ramach:
  - mistrzostw świata,
  - igrzysk olimpijskich oraz kwalifikacji do nich.

## Historia
System opracowywania rankingu został zatwierdzony podczas kongresu IIHF we wrześniu 2003 roku, a jednym z jego pomysłodawców był przewodniczący międzynarodowej federacji – René Fasel. Pierwszy ranking, przedstawiony w 2003 oparty był na wynikach z Igrzysk Olimpijskich 2002 oraz mistrzostw świata z 2000, 2001, 2002 i 2003. Zestawienie publikowane jest raz do roku – wyjątkiem był 2014, gdy nastąpiło to dwukrotnie: w lutym i kwietniu.

## Metoda obliczania
Ranking oparty jest na wynikach z ostatnich igrzysk olimpijskich oraz czterech ostatnich mistrzostw Świata. Punkty przyznawane są za miejsce w klasyfikacji końcowej danej imprezy, rezultaty poszczególnych meczów nie mają żadnego znaczenia, podobnie jak wyniki innych spotkań oraz turniejów poza MŚ i IO.
| Miejsce | 1    | 2    | 3    | 4    | 5    | 6    | 7    | 8    | 91  | 10  | 11  | 12  | 13  | 14  | 15  | 16  | 172 | 18  | 19  | 20  | … |
| ------- | ---- | ---- | ---- | ---- | ---- | ---- | ---- | ---- | --- | --- | --- | --- | --- | --- | --- | --- | --- | --- | --- | --- | - |
| Punkty  | 1200 | 1160 | 1120 | 1100 | 1060 | 1040 | 1020 | 1000 | 960 | 940 | 920 | 900 | 880 | 860 | 840 | 820 | 800 | 780 | 760 | 740 | … |

| 1W rankingu kobiet: Zwyciężczynie Dywizji I A, 2 W rankingu mężczyzn: Zwycięzcy Dywizji I A |

Sposób obliczania punktów do rankingu w 2015:
| Turniej                   | % punktów | Punkty |
| ------------------------- | --------- | ------ |
| Mistrzostwa Świata 2015   | 100%      | 1200   |
| Mistrzostwa Świata 2014   | 75%       | 900    |
| Igrzyska Olimpijskie 2014 | 75%       | 900    |
| Mistrzostwa Świata 2013   | 50%       | 600    |
| Mistrzostwa Świata 2012   | 25%       | 300    |
| Mistrzostwa Świata 2011   | 0%        | 0      |

Miejsce w rankingu w danym roku:
- rozstrzyga o przydziale do danej grupy wszystkich 16 uczestników Mistrzostwach Świata Elity w roku następnym,
- ośmiu lub dziewięciu najwyżej sklasyfikowanym zespołom daje automatyczny awans do turnieju olimpijskiego,
- w przypadku pozostałych drużyn – rozstrzyga o przydziale do danej fazy kwalifikacji olimpijskich, a także konkretnej grupy eliminacyjnej, ponadto daje możliwość organizacji danego turnieju kwalifikacyjnego.

Przydział do grup Mistrzostw Świata Elity:
| Grupa A | Grupa B |
| ------- | ------- |
| 1       | 2       |
| 4       | 3       |
| 5       | 6       |
| 8       | 7       |
| 9       | 10      |
| 12      | 11      |
| 13      | 14      |
| 16      | 15      |

Przydział do grup turnieju olimpijskiego:
| Grupa A | Grupa B | Grupa C |
| ------- | ------- | ------- |
| 1       | 2       | 3       |
| 6       | 5       | 4       |
| 7       | 8       | 9       |
| 12      | 11      | 10      |

## Rankingi IIHF mężczyzn[1]
| Ranking aktualny na 25 lipca 2024 |                   |        |        |
| Miejsce                           | Drużyna           | Punkty | Zmiana |
| 1.                                | Kanada            | 4100   | -      |
| 2.                                | Rosja             | 4065   | +1     |
| 3.                                | Finlandia         | 3955   | -1     |
| 4.                                | Czechy            | 3745   | +4     |
| 5.                                | Szwajcaria        | 3445   | +2     |
| 6.                                | Stany Zjednoczone | 3945   | -2     |
| 7.                                | Szwecja           | 3910   | -1     |
| 8.                                | Niemcy            | 3865   | -3     |
| 9.                                | Słowacja          | 3750   | -      |
| 10.                               | Łotwa             | 3660   | -      |
| 11.                               | Dania             | 3500   | -      |
| 12.                               | Norwegia          | 3380   | -      |
| 13.                               | Austria           | 3340   | +3     |
| 14.                               | Francja           | 3325   | -1     |
| 15.                               | Kazachstan        | 3305   | -      |
| 16.                               | Białoruś          | 3245   | -2     |
| 17.                               | Wielka Brytania   | 3095   | +3     |
| 18.                               | Węgry             | 3090   | +1     |
| 19.                               | Słowenia          | 3090   | -2     |
| 20.                               | Włochy            | 3025   | -2     |
| 21.                               | Polska            | 3010   | +1     |

| Ranking aktualny na 25 lipca 2024 |                   |        |        |
| Miejsce                           | Drużyna           | Punkty | Zmiana |
| 1.                                | Kanada            | 4270   | -      |
| 2.                                | Stany Zjednoczone | 4210   | -      |
| 3.                                | Finlandia         | 3975   | +1     |
| 4.                                | Czechy            | 3965   | +1     |
| 5.                                | Szwajcaria        | 3960   | -2     |
| 6.                                | Rosja             | 3880   | -      |
| 7.                                | Japonia           | 3775   | -      |
| 8.                                | Szwecja           | 3750   | -      |
| 9.                                | Niemcy            | 3650   | -      |
| 10.                               | Węgry             | 3520   | -      |
| 11.                               | Dania             | 3490   | -      |
| 12.                               | Chiny             | 3425   | +2     |
| 13.                               | Francja           | 3415   | -1     |
| 14.                               | Norwegia          | 3340   | +1     |
| 15.                               | Austria           | 3315   | -2     |
| 16.                               | Słowacja          | 3175   | 0      |
| 17.                               | Holandia          | 3170   | 0      |
| 18.                               | Korea Południowa  | 3080   | +1     |
| 19.                               | Włochy            | 3025   | -1     |
| 20.                               | Polska            | 2955   | -      |